# Formica occulta
Formica occulta es una especie de hormiga del género Formica, familia Formicidae. Fue descrita científicamente por Francoeur en 1973.
Se distribuye por México y los Estados Unidos. Se ha encontrado a elevaciones de hasta 2500 metros. Vive en microhábitats como rocas, piedras, nidos, madera muerta y forraje.